# Arte tradicional iorubá

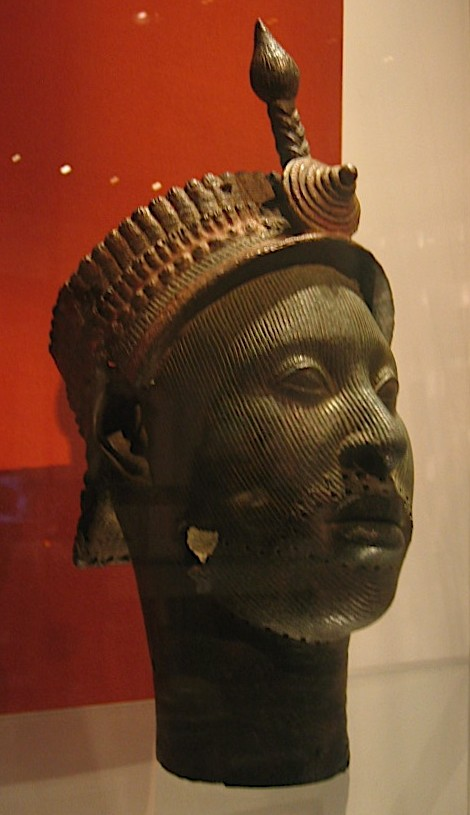
Escultura em bronze da cabeça do Rei de Ifé atualmente em exposição no Museu Britânico

A arte tradicional iorubá, do sul da África Ocidental é uma arte contemporânea e tradicional muito rica. Os Iorubás estavam e ainda estão localizados tanto na República do Benim, quanto em Gana, Camarões e Serra Leoa. O povo iorubá também pode ser encontrado diversos outros países, como em Cuba, Brasil, Trinidad e Tobago, Jamaica, Reino Unido, El Salvador, Estados Unidos, Bahamas, Haiti, entre outros.
Os iorubás são um dos maiores grupos étnicos na África, totalizando mais de 40 milhões de pessoas no mundo todo. Tendo em vista esta força, a cultura iorubá se espalhou pelo mundo, fazendo com que fosse praticada por mais de 100 milhões de pessoas. Sabe-se que os mesmos preservavam o costume da produção de artefatos artísticos como: ornato de cordas, debrum, as tranças, tatuagem, perolização, o uso da argila e cerâmica, bronze, tecelagem e tingimento, escultura em madeira entre outras formas de arte. Outras características são: os cultos egunguns, Guelede, a arte de Ifá e os atributos estéticos utilizados pelos mesmos - seja através das vestimentas ou através das máscaras. Dessa forma, não apenas deve-se atentar a arte tradicional, mas também a arte contemporânea que, mesmo sendo influenciada ao longo dos séculos pelo cruzamento de ideias estrangeiras com suas ideias, permaneceu viva e ainda intrinsecamente ligada a questões mitológicas dos indivíduos (como os orixás Ogum, Obatalá, Oxum e Oxalufã).

## O Culto egungum
Entendendo o que refere-se aos cultos da tradição iorubana, pode-se analisar que a máscara egungum é um dos mais significativos exemplos de culto aos povos antepassados desta tradição. O culto aos egunguns, conhecido também como Ãrá-Orun-Kìnkìn, representa a crença iorubá na vida após a morte, fazendo assim, com que os mascarados performem os espíritos de seus ancestrais mortos que retornam para visitar seus descendentes que ainda estão vivos. Dessa forma, acredita-se que os mesmos possuem o poder de purificar o lugar, curar os que estão enfermos e ajudar a solucionar problemas territoriais. A vestimenta, que é um aspecto crucial, raramente reflete sua identidade - que é acondicionada porque evoca os ancestrais masculinos, utiliza-se uma máscara que pode ser de madeira, a qual cobre sua cabeça por completo. Como o indivíduo fica completamente coberto, incluindo os pés e as mãos, não pode-se saber quem é.
O coelho para o povo Iorubá é visto como um animal que tem capacidade de afastar más influências, e que tem atividades noturnas, assim como o culto egungum, no qual também acontece no período noturno. Na parte de trás das máscaras utilizadas é possível notar uma representação do animal com suas orelhas pontiagudas. A tradição veio para o Brasil e resiste com esforço na ilha de Itaparica, na Bahia e, nos dias atuais, é possível encontrá-la em outras regiões do país.

## Os Gêmeos na Cultura Iorubá
O povo Iorubá  possui uma das mais altas incidências de nascimento de gêmeos do mundo, nascendo assim, um par de gêmeos a cada 11 crianças. um fenômeno atribuído a fatores genéticos. Entre eles, os gêmeos são vistos como seres especiais e extraordinários, protegidos pela entidade Xangô, entidade o qual acredita-se ser a dos raios e trovões (também conhecido em algumas regiões do Brasil como orixá da justiça). A questão que concerne à riqueza e pobreza também está intrinsecamente ligada aos gêmeos, principalmente em algumas regiões de Benim e da Nigéria. Nestas regiões acreditam que os gêmeos são responsáveis por trazer riqueza às suas respectivas famílias. Contudo, os mesmos podem causar pobreza a seus familiares, quando ofendidos ou descuidados. Dessa forma, é comum que os pais de gêmeos dediquem aos mesmos toda a atenção possível e, também, lhe façam oferendas. Na Nigéria sempre acontece uma grande festa quando nascem gêmeos. Sempre há grandes quantidades de comida, bebida e muita dança. As pessoas fazem bacias de feijão cozido com sal e epo, e todos comem nesta bacia, com as mãos. Na festa de Ibeji, a mãe dos gêmeos abre as comemorações, presenteando Esu.
Este povo acredita que os gêmeos possuem a mesma alma e, quando um dos gêmeos morre, ele é honrado com a criação de uma escultura humana em madeira conhecida como Ibeji. Se ambos morrem, os mesmos são honrados com um par de esculturas. Assim, é o escultor quem determina as características formais da obra, no caso específico dos Ibeji a sua estatueta quase sempre expõe braços paralelos ao corpo cujas mãos podem ou não ser arqueadas. Depois que a obra se encontra pronta a estatueta receberá os cuidados da mãe ou do irmão que está vivo - que envolvem dar banho, enfeitá-la, oferecer alimentos, mantendo assim viva a memória do mesmo entre seus familiares.

## As Máscaras Gueledé
As máscaras Gueledé, assim como os egunguns e as Epa, são as mais conhecidas e populares na cultura iorubá. O culto das Gueledé pode acontecer em relação a divindade - ou, talvez, um herói desta cultura - mas, também, sua função mais tradicional é a de ponderar a Iá Nlá, conhecida como A grande mãe e suas discípulas, conhecidas como As mães poderosas. Ianlá é esposa da divindade Obatalá, que na cultura dos mesmos é conhecido como O grande pai, e é considerada a Mãe da Natureza. Assim, representa o princípio maternal na mundividência Iorubá, que traz em si a particularidade de todas as demais divindades femininas (como por exemplo Iemanjá e Oiá). O que está esculpido na parte superior da máscara está, também, relacionado a inúmeros aspectos da vida e crença dos Iorubá como as ocupações profissionais, mitos, entre outros temas. Atualmente o uso destas máscaras conta com representações de, por exemplo, aviões ou demais tecnologias contemporâneas, mostrando a capacidade de adaptação da cultura dos mesmos.
A composição estética das máscaras Gueledé conta com atributos característicos do povo iorubanos. A figuração dos olhos em grande maioria tem um formato losangular; no nariz representado nas máscaras há, também, um formato proeminente e triangular, assim como o queixo que é, em geral, afinado e a maçã do rosto arredondado. Outras características presentes são as marcas na face, chamas escarificações, que indicam tanto a identidade dos indivíduos e a hierarquia. Outras máscaras Gueledé trazem barbas, atributos masculinos, podendo indicar poderes especiais quando presente em uma figuração feminina - assim, geralmente, as máscaras Gueledé com tais características são mostradas durante a noite e na escuridão. É importante ressaltar que a divindade Esu é representada por uma estátua de barro, pedra, madeira ou ferro. Geralmente com dezessete marcas em forma de olhos, na frente e nas costas. Estas marcas significam a relação Esu/Ifá e possuem, ainda, sete marcas de um lado e cinco do outro, totalizando doze, as quais possuem cada qual um determinado significado. Uma das características mais importantes das Gueledé é que, segundo os mesmos, as mulheres possuem o poder da natureza - considerado o mais terrível e, também, o mais belo, que é o da criação - sendo, assim também, detentoras do poder da destruição. Acredita-se, portanto, que elas são respeitadas por este poder.

## A Arte de Ifá
A arte de Ifá, citada acima, é apresentada pela cultura iorubá da seguinte forma: as esculturas e objetos desta determinada arte vão desde objetos encontrados na natureza, como nozes, sem uma grande quantidade de adornos, indo até esculturas mais aprimoradas e primorosas. Tais objetos preservam a fé não apenas em sua religião, mas em suas representações artísticas e seus valores, havendo um elo entre a religião e a representação artística. Acredita-se que para colocar as mãos em Ifá há uma necessidade de um aprendizado. Depois de anos aprendendo o indivíduo passa por diversas provações, incluindo aqueles com fogo.